# Manuel Núñez (arquitecto)
Manuel Núñez fue un arquitecto español que vivió y trabajo en el siglo XVIII.
No se conocen muchos datos sobre su vida. Su obra más destacada fue la remodelación de la Catedral de Santa María de la Sede de Sevilla y del Giradillo.
Con la llegada del academicismo a España, en la segunda mitad del siglo XVIII, se planteó la necesidad de «monumentalizar» el edificio de la catedral, reduciendo el espacio y adaptándolo al neoclásico imperante. Esta reforma, que afectó sobre todo al ángulo suroeste del recinto, fue llevada a cabo por Núñez y Fernando de Rosales.